# Messier 104
M104 (M104 ili NGC 4594) poznata još i kao galaksija Sombrero je neprečkasta spiralna galaktika u zviježđu Djevica. 
Galaksiju je otkrio Pierre Méchain 1781. godine nakon izdavanja knjige s Messierovim katalogom. Charles Messier je u osobnoj kopiji kataloga rukom zapisao podatke o još 5 otkrivenih objekata (kasnije prepoznatih kao M104 do M109). Otkriće M104 je objavljeno 1783. godine u knjizi Berliner Astronomisches Jahrbuch. William Herschel je samostalno otkrio galaksiju 1784.+ godine.

## Svojstva
M104 se nalazi na udaljenosti od 29,3 milijuna svjetlosnih godina. Njene prividne dimenzije su 8,7' u dužinu i 3,5' u širinu. Stvarni promjer galaktike je 74.500 svjetlosnih godina. 

### Prsten prašine
Galaksija je poznata po svom obliku koji izgleda kao šešir Sombrero. Naime, ekvator galaktike M104 nagnut je 6° prema nama i zbog toga galaksiju gledamo skoro iz profila. Pruga prašine i plina koji presijeca disk galaktike je zapravo prsten plina i prašine koji okružuje jezgru. Prsten sadrži većinu molekularnog vodika u galaksiji i mjesto je gdje se formiraju nove zvijezde.

### Jezgra
Jezgra galaktike je klasificirana kao središnja regija niske ionizacije. Takve jezgre karakterizirane su optičkim spektrom koji otkriva ionizirani plin koji je zapravo samo slabo ioniziran (atomima nedostaje tek nekoliko elektrona). Izvor ionizacije u jezgri se još ne zna. Najčešći izvori ionizacije su mlade zvijezde ili aktivne galaktičke jezgre. Spektroskopska promatranja u IC dijelu spektra pokazala su da središte M104 nije ispunjeno mladim zvijezdama tako da je aktivna galaktička jezgra vjerojatan izvor ionizacije.

#### Središnja supermasivna crna rupa
Koristeći spektroskopske podatke s teleskopa CFHT i Hubble, astronomi su došli do zaključka da je u središtu M104 supermasivna crna rupa. Podaci dobiveni promatranjem brzine rotacije zvijezda blizu središta pokazali su da je masa središnje crne rupe oko milijardu puta veća od mase Sunca. Time je crna rupa u M104 postala jedna od najmasivnijih crnih rupa u obližnjim galaksijama.

### Kuglasti skupovi
M104 posjeduje relativno velik broj kuglastih skupova. Njihov broj je procijenjen na između 1.200 i 2.000. Odnos broja kuglastih skupova i sjaja galaktike je znatno veći nego u Mliječne staze ali je otprilike podjednak galaksijama s jednako velikim središnjim ispupčenjima. 

## Amaterska promatranja
M104 je moguće lako uočiti u 100 mm-skom teleskopu pod razumno tamnim nebom. U 200 mm-skom teleskopu pruga prašine je vidljiva kao nagli prekid u sjaju galaksije. Pod veoma tamnim nebom 200 mm-ski teleskop će pokazati i južni, tamniji dio galaktike odvojen prugom prašine. Veći teleskopi će još jasnije pokazati prugu prašine i tamniji južni dio galaksije.

## Vanjske poveznice
- (engl.) SEDS: NGC 4594
- (engl.) Revidirani Novi opći katalog
- (engl.) Izvangalaktička baza podataka NASA-e i IPAC-a
- (engl.) Astronomska baza podataka SIMBAD
- (engl.) VizieR

Skica M104